# Vladímir Soloviov (cosmonauta)
Vladímir Alekséyevich Soloviov (Влади́мир Алексе́евич Соловьёв) (Moscú, 11 de noviembre de 1946) es un ex cosmonauta soviético.
Lo seleccionaron como cosmonauta el 1 de diciembre de 1978 y voló como ingeniero de vuelo en la Soyuz T-10 y Soyuz T-15, pasando 361 días, 22 horas y 49 minutos en el espacio. Su primer vuelo (Soyuz T-10) despegó el 8 de febrero de 1984, para unirse a la Saliut 7. El equipo pasó 10 meses (casi 237 días) realizando numerosos experimentos médicos y de fabricación espacial. Volvieron a bordo de la Soyuz T-11 el 2 de octubre de 1984. Su segundo (y último) vuelo fue a bordo de la Soyuz T-15, en la que despegó el 13 de marzo de 1986 y volvió el 16 de julio de 1986, 125 días después. El equipo transfirió el equipamiento de la Saliut-7 a la nueva estación espacial MIR.
Entonces pasó a ser el director de vuelo de la MIR por varios años. Se retiró el 18 de febrero de 1994, pero volvió para dirigir el segmento ruso de la Estación Espacial Internacional (EEI). Vladímir Alekséyevich Soloviov está casado y tiene dos hijos.
- Datos: Q535172
- Multimedia: Vladimir Solovyov (flight director) / Q535172